# Татаров, Нурбий Джумальдинович
Нурби́й Джумальди́нович Тата́ров (21 августа 1949) — советский футболист и тренер, играл на позиции защитника.

## Карьера

### Клубная
Выступал за майкопскую «Дружбу» с 1971 по 1984 годы в качестве центрального защитника. Команда играла во Второй союзной лиге. За время выступления за «Дружбу» провел 282 матча и забил 21 гол.

### Тренерская
После завершения карьеры футболиста посвятил 8 лет развитию детского и юношеского футбола в Адыгее, работая тренером в СДЮШОР города Майкопа с 1984 по 1991 год, где в то время также трудился и Семён Манаширов. В 1991 г. юношеская сборная Республики Адыгея под руководством Татарова стала чемпионом России. С 1992 по 1999 год работал тренером «Дружбы». В первом Кубке России в качестве тренера дошёл до полуфинала. В 2000—2001 годах работал в «Дружбе» начальником команды. В 2003—2004 годах снова был приглашен в команду на должность тренера. Параллельно работал с молодёжной командой «Дружбы» (2001—2005). В 2006—2007 был главным тренером «Дружбы».

## Достижения
«Дружба»
- Полуфиналист Кубка России: 1992/93 (тренер)